# 페터 베크

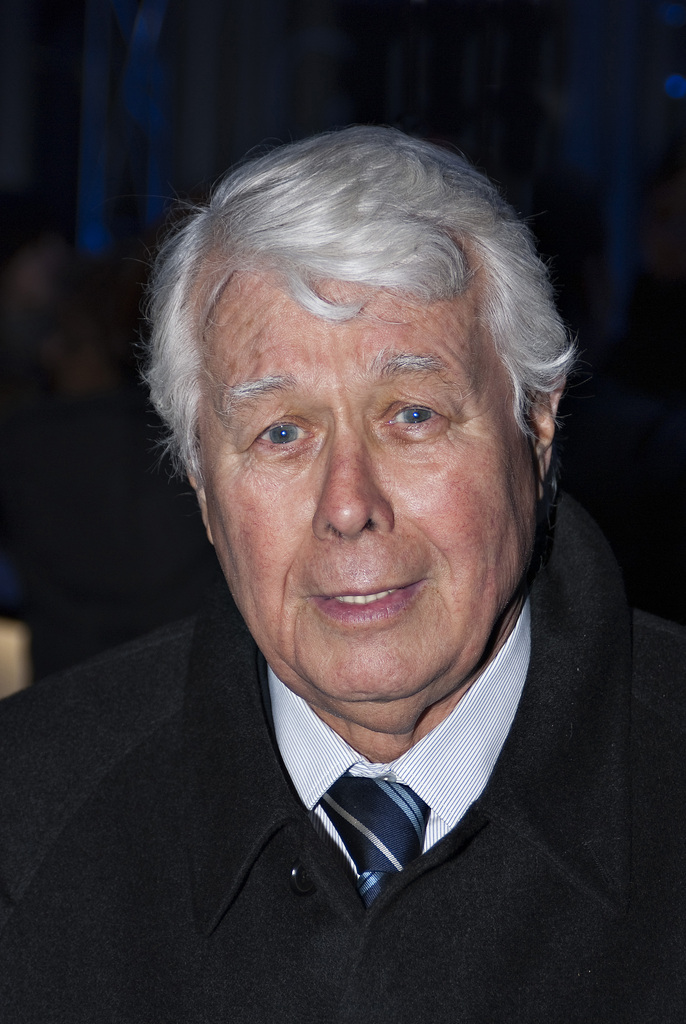

페터 베크(독일어: Peter Weck, 1930년 8월 12일 ~ )는 오스트리아의 배우이다.
빈에서 태어났다.

## 영화
- 에이미와 야구아 (1999년)
- 바이킹 후 비케임 어 비가미스트 (1969년)
- 더 카디널 (1963년)
- 올모스트 엔젤스 (1962년)
- 시씨 - 1부 (1955년)